# Kitzimgaylum
Kitzimgaylum / =people on the upper part of the river. — Boas/ (danas poznati kao Kitsumkalum), jedna od skupina Tsimshian Indijanaca i njihov istoimeni grad na sjevernoj obali rijeke Skeena u Britanskoj Kolumbiji, Kanada. Njihovo porijeklo nije cimšijansko, nego od Tongass Indijanaca, jednog od plemena šire skupine Tlingit, porodica Koluschan, iz južne Aljaske, koji su ovamo izbjegli pred neprekidnim ratovima. 
Danas se služe cimšijanskim jezikom. Populacija im je iznosila 69 (1902.); a 1904. zajedno s Kitzilasima i stanovnicima grada Port Essington, 191.
Ostali nazivi koji su se koristili za njih su Gyits'umrä'lon (Boas, 1889), Kee-chum-a-kai-lo (Kane, 1859), Kee-chum akarlo (Schoolcraft, 1855), Kitchemkalem, (Can. Ind. Aff, 271, 1889), Kitchimkale (Howard), Kitsumkalem (Can. Ind. Aff, 271, 1898), Kitsumkalum (Horetzky, 1874), Kit-zim-gay-lum (Dorsey, 1897).

## Vanjske poveznice
- Kitsumkalum
- Kitsumkalum First Nation Profiles
- Kitsumkalum Indian Band